# دومی‌ها (فیلم)
دومی‌ها  (به انگلیسی: Seconds) فیلمی در ژانر علمی–تخیلی و درام محصول ۱۹۶۶ آمریکا به کارگردانی جان فرانکن‌هایمر و بازیگری راک هادسن است. فیلمنامه فیلم توسط لویس جان کارلینو و براساس کتاب دیوید الی به همین نام نوشته شده است. این فیلم به جشنواره فیلم کن ۱۹۶۶ وارد شد و توسط پارامونت پیکچرز پخش شد. فیلمبرداری فیلم توسط جیمز وانگ هو نامزد جایزه اسکار شد.

## داستان فیلم
آرتور همیلتون پیرمردی است که از زندگی کنونی‌اش خسته شده است. روزی دوست قدیمی‌اش که گمان می‌بُرد، مُرده، به او زنگ می‌زند و ادعا می‌کند زنده است و آدرس شرکتی را به او می‌دهد که آرتور می‌تواند در آنجا چهره‌اش را تغییر بدهد و هویت دیگری پیدا کند.

## بازیگران
- راک هادسن – آنتیوکوس «تونی» ویلسون
- سالومه جنز – نورا مارکوس
- جان رندولف – آرتور همیلتون
- ویل گیر – مرد پیر
- جف کوری – آقای روبی
- ریچارد اندرسون – دکتر اینس
- موری همیلتون – چارلی ایوانز
- فرانسیس رید – امیلی همیلتون
- ویسلی دیود – جان
- الیزابت فریزر – پلامپ بلاند